# D’Maus Ketti
D’Maus Ketti (auch D’Maus Kätti) ist das bekannteste Werk des luxemburgischen Schriftstellers Auguste Liesch. Die in Versform erzählte Geschichte basiert auf einer Fabel des berühmten griechischen Dichters Äsop über die Stadt- und Feldmaus und wurde 1936 veröffentlicht.

## Die Geschichte
Ketti, die Feldmaus, lebt in einfachen Verhältnissen in einem Feld in Burmerange (Boermereng), als sie eines Tages von ihrer reichen Cousine Mim aus Clausen besucht wird. Ketti bereitet ihrer Cousine ein deftiges Mahl; die aber ist von der einfachen Küche enttäuscht und beginnt, von leckeren Speisen zu schwärmen. Mim lädt Ketti ein, sie nach Luxemburg zu begleiten. In der Stadt schleichen sich die beiden in ein Haus und machen sich über einen vollgedeckten Tisch her.
Auf einmal taucht Kater Tunn mit seiner Freundin auf; sie versuchen die beiden Mäuse zu fangen. Diese können im letzten Augenblick entweichen. Ketti, die Feldmaus, erlebt Todesängste und beschließt, sofort wieder in ihr Zuhause nach Burmerange zurückzukehren. Sie zieht es vor, lieber ein einfaches Leben mit einfacher Kost zu führen, als zwar im Überfluss, aber dafür in täglicher Angst zu leben.